# Boson de Goldstone
Pour les articles homonymes, voir Goldstone.
Le boson de Goldstone, parfois appelé boson de Nambu-Goldstone, est un type de particule dont l’existence est impliquée par le phénomène de brisure spontanée de symétrie. D’abord prédit par Yoichiro Nambu puis théorisé par Jeffrey Goldstone, il fait aujourd’hui partie intégrante de la théorie quantique des champs. Il est de spin et masse nuls, bien qu’il puisse acquérir une masse dans certains cas en devenant ainsi un pseudo-boson de Goldstone (en). 

## Histoire
La nécessité d'un boson de Goldstone dans le modèle standard vient du fait que les bosons de jauge étaient alors supposés ne pas avoir de masse. L’apparition de la théorie de l’interaction électrofaible, qui prévoit des bosons (nommément les bosons W+, W− et Z0) possédant une masse et un degré de liberté supplémentaire par rapport aux bosons de jauge sans masse comme le photon, semble alors contredire le modèle standard. Ce problème, réglé par la découverte du mécanisme de Higgs, nécessite la création de particules qui, en comblant le degré de liberté supplémentaire de ces bosons, leur donne une masse. On dit alors que le boson de jauge « mange » le boson de Goldstone afin d’acquérir sa masse.

## Exemple d'une brisure spontanée de symétrie globale
Le théorème de Goldstone affirme qu'un scalaire massif apparaît lorsqu'une symétrie continue est brisée spontanément. En guise d'exemple, on peut considérer le cas d'un champ scalaire complexe {\displaystyle \phi =(\phi _{1}+i\phi _{2})/{\sqrt {2}}} ayant pour lagrangien :
Où {\displaystyle \mu } représente la masse du champ et {\displaystyle \lambda } est le terme interactif. Ce lagrangien possède une symétrie globale {\displaystyle U(1)}, c'est-à-dire qu'il reste le même si l'on remplace {\displaystyle \phi } par {\displaystyle \phi ^{'}=\phi e^{i\alpha }}. Ici, le potentiel {\displaystyle V(\phi )={\frac {1}{2}}\mu ^{2}(\phi _{1}^{2}+\phi _{2}^{2})+{\frac {1}{4}}\lambda (\phi _{1}^{2}+\phi _{2}^{2})^{2}} possède deux configurations possibles. Lorsque {\displaystyle \mu ^{2}>0}, le minimum est défini par {\displaystyle \phi _{1}=\phi _{2}=0}  et lorsque {\displaystyle \mu ^{2}<0}, le potentiel a un ensemble infini de minimum défini sur le cercle d'équation :{\displaystyle \phi _{1}^{2}+\phi _{2}^{2}={\frac {-\mu ^{2}}{\lambda }}=v^{2}}Le choix d'un point sur ce cercle pour désigner l'état du vide brise ainsi la symétrie du système.  Puisque le choix de cet état du vide n'est pas important, on peut réaliser un développement perturbatif autour de {\displaystyle (v,0)} en insérant {\displaystyle \phi (x)={\frac {1}{\sqrt {2}}}(\eta (x)+v+i\epsilon (x))} dans le lagrangien complexe. Le but de cette manœuvre est de générer un boson de jauge massif. Le lagrangien modifié est de la forme suivante : {\displaystyle {\mathcal {L}}'={\frac {1}{2}}\partial _{\mu }\eta \partial ^{\mu }\eta -{\frac {1}{2}}m_{\eta }\eta ^{2}+{\frac {1}{2}}\partial _{\mu }\epsilon \partial ^{\mu }\epsilon -V(\eta ,\epsilon )}  Où {\displaystyle m_{\eta }={\sqrt {2\lambda v^{2}}}} et {\displaystyle V(\eta ,\epsilon )=\lambda v\eta ^{3}+{\frac {1}{4}}\lambda \eta ^{4}+{\frac {1}{4}}\lambda \epsilon ^{4}+\lambda v\eta \epsilon ^{2}+{\frac {1}{2}}\lambda \eta ^{2}\epsilon ^{2}}. Ainsi, ce lagrangien décrit un champ scalaire massif {\displaystyle \eta } et un champ scalaire {\displaystyle \epsilon } de masse nulle. Ce dernier est le boson de Goldstone. En étudiant le cas d'une transformation de jauge locale, il est possible de mettre en évidence le mécanisme de Higgs qui consiste à faire disparaître le boson de Goldstone pour le remplacer par la polarisation longitudinale du boson de jauge massif.